# Sol Bamba
Souleymane »Sol« Bamba, nogometaš Slonokoščene obale, * 13. januar 1985, Ivry-sur-Seine, Francija.
Bamba je svojo kariero pričel v rodni Franciji pri moštvu Paris Saint-Germain, vendar se v francoski prestolnici ni znašel. Leta 2006 se je preselil na Škotsko k ekipi Dunfermline Athletic. Od tam je dve leti kasneje prestopil v Hibernian. Leta 2011 je bil član angleškega drugoligaša Leicester Cityja, v letih 2012−2014 je igral za turški Trabzonspor, leta 2014 je prestopil v italijanski klub Palermo.
Rodil se je v Franciji, a oba njegova starša izvirata iz Slonokoščene obale. Z izbrano vrsto Slonokoščene obale je leta 2008 nastopil na olimpijskem nogometnem turnirju v kitajskem Pekingu. Vse odtlej je reden član članske reprezentance, za katero je do danes zbral 18 nastopov. 

## Klubska kariera

### PSG
Svoje prve resnejše korake v nogometni svet je napravil pod okriljem mladinskega pogona francoskega prvoligaša Paris Saint-Germaina. Čeprav je navduševal z igrami za PSG-jevo mladinsko in rezervno moštvo, pa se v članski ekipi ni znašel. V moštvu si ni uspel zagotoviti svojega mesta in v dveh letih je zaigral zgolj na dveh srečanjih.  Klub je leta 2006 dokončno zapustil, tudi pod vplivom spora s tedanjim trenerjem PSG-ja, bosanskim strategom Vahidom Halilhodžićem. 

### Dunfermline Athletic
Po uspešno prestani preizkusni dobi je julija 2006 sklenil sodelovanje s škotskim prvoligašem Dunfermline Athleticom.  Dunfermlinov direktor Jim Leishman je kasneje o prestopu izjavil, da so v klub želeli pripeljati drugega nogometaša iz Francije, a je zadeva padla v vodo, tako da je Bambajev zastopnik v zameno na preizkus poslal Bambaja.  Leishmana je nemudoma navdušila Bambajeva fizična pojava na igrišču in njegova predstava proti izkušenemu Johnu Hartsonu, na prijateljski tekmi z West Bromwichem.  V kratki preizkusni dobi je Bamba nastopil tudi na prijateljskem srečanju s španskim prvoligašem Osasuno, na katerem je prikazal blestečo obrambno predstavo. 
V takšnem duhu je Bamba pristopil k sezoni 2006/07 in očaral s svojim predanim slogom branjenja in pozitivnim pristopom k vsaki tekmi posebej. Z moštvom se je uvrstil v finale Škotskega nogometnega pokala 2007, a je tam moral priznati premoč Celticu, izid je bil 0–1. Dunfermline je sezono končal na zadnjem 12. mestu s 4 točkami zaostanka za enajstim St. Mirrenom.  Bamba je s klubom kljub izpadu v drugo ligo (imenovano First Division), a v naslednji ni več kazal iger, ki so ga krasile v sezoni poprej. 
Julija 2008 je tako odšel na preizkušnjo k angleškemu drugoligašu Watfordu in zanj zaigral na prijateljski tekmi proti Boreham Woodu.  Kmalu zatem je Dunfermlinov trener Jim McIntyre izjavil, da pričakuje dogovor med kluboma o odškodnini, s katerim bi se prestop dokončno izvršil.  Čeprav so krožile novice, da je prestop skoraj zaključen, je Watford v zadnjem trenutku iz neznanih razlogov od posla odstopil.  Nekaj tednov kasneje sta na Dunfermlinov naslov prispeli ponudbi za Bambaja v višini 50.000 £, s strani dveh škotskih prvoligašev, Hiberniana in Motherwella. 

### Hibernian
Bamba je naposled izbral Hibernian in z njim podpisal triletno pogodbo.  Ob svojem debiju je proti Dundee Unitedu prejel dva rumena kartona in posledično izključitev. Kljub ne najuspešnejšem krstu se je v moštvu hitro uveljavil in postal reden član Hibernianove začetne enajsterice. Čeprav je po osnovni nogometni izobrazbi centralni branilec, ga je trener Mixu Paatelainen uporabljal tudi kot defenzivnega vezista. Decembra 2008 je na tem položaju odigral celotno srečanje s Celticom in ob zmagi z 2–0 požel veliko pohval na račun svoje igre.  Paatelainen je tedaj celo izjavil, da verjame, da je Bamba igralsko napredoval in da je že presegel svoje predstave iz obeh sezon pri Dunfermlinu.  Bamba se je hitro uveljavil tudi pri Hibernianovih navijačih, ki so cenili njegove trde in zagrizene obrambne akcije, bodisi v obrambi bodisi v vezni liniji. 
Ob prihodu novega trenerja Johna Hughesa se je Bamba vrnil na svoj standarden položaj centralnega branilca, ki ga je izpraznila prodaja Roba Jonesa ob koncu sezone 2008/09. V svojem drugem srečanju na tem položaju je dosegel svoj prvi zadetek v poklicni karieri, ob zmagi s 3–1 nad Falkirkom 22. avgusta 2009.  Svoj drugi gol v klubskem dresu je zanimivo dosegel proti istemu tekmecu 27. marca 2010, ko je na istem prizorišču Hibernian vnovič slavil z izidom 3–1. Po še eni dobri sezoni so se začele krožiti govorice o prestopu in 8. maja 2010 je časnik Edinburgh Evening News poročal, da se zanj zanimajo ogledniki Fulhama in Rennesa.  Kako njegovo tekmo si je imel pred prihajajočim Svetovnim prvenstvom 2010 namen v živo ogledati tudi tedanji novopečeni selektor Slonokoščene obale, Šved Sven Gorän Eriksson.  Njegov načrt je padel v vodo, a je Bamba vseeno našel svoje mesto med potniki na prvenstvo. 
Po koncu prvenstva je Bamba ujezil Hibernianovega stratega Johna Hughesa, ko se julij 2010 ni pridružil ekipi za pripravljalno turnejo po Nizozemski.  Bamba je na Hughesove očitke odgovoril, da potrebuje tri tedne počitka po vrnitvi s prvenstva, vendar ga je Hughes ob vrnitvi v Edinburgh kaznoval z izgubo mesta v članski ekipi.  Kazen je umaknil za povratno tekmo kvalifikacij za Ligo Europa proti slovenskemu podprvaku NK Mariboru, s katerim je Hibernian izgubil prvo tekmo. Po porazu v Ljudskem vrtu z 0–3 se je podoben razplet odvil tudi na povratnem srečanju na Easter Roadu (2–3) in Maribor je napredoval s skupnim izidom 6–2. 

### Leicester City
Čeprav je Bambajeva pogodba s Hibernianom veljala vse do konca sezone 2010/11, so v klubu pristali na njegov odhod med zimskim prestopnim rokom, v angleškega drugoligaša Leicester City.  Prestop sta obe strani uradno potrdili 2. januarja 2011, višina odškodnine je ostala javnosti neznana.  Bamba se je tako v novem moštvu pridružil svojemu nekdanjemu reprezentančnemu selektorju Erikssonu.  Ob debiju je Bamba s prvim dotikom žoge dosegel zadetek na srečanju FA pokala proti Manchester Cityju 9. januarja 2011 in svojim novim delodajalcem pomagal do remija 2–2.  Dva tedna kasneje je za Leicester City mrežo zatresel še na ligaški tekmi proti Millwallu, 22. januarja se je ob zmagi 4–2 med strelce vpisal dvakrat. 

## Reprezentančna kariera
Čeprav se je rodil v Franciji, Bamba na reprezentančni ravni zastopa državo svojih staršev, Slonokoščeno obalo. Kot mladinec je zaigral na Svetovnem mladinskem prvenstvu 2003, Afriškem mladinskem prvenstvu 2005 in Toulonskem turnirju 2008. Sodeloval je tudi na Poletnih olimpijskih igrah 2008 in se s četo Gérarda Gilija prebil v četrtfinale, kjer je Slonokoščena obala naletela na Nigerijo in izpadla (0–2). 
Vpoklic v člansko reprezentanco je prvič prejel novembra 2008, ko je tudi debitiral na prijateljski tekmi z Izraelom.  Kmalu zatem je zbral še drugi reprezentančni nastop, na prijateljskem srečanju proti Turčiji.  Na tekmovalnem nivoju je v dresu z državnim grbom prvič nastopil na kvalifikacijski tekmi za Svetovno prvenstvo 2010, ko je ob zmagi nad Malavijem s 5–0 na igrišče prišel kot pozna menjava.  Po tisti tekmi je tragično prišlo do stampeda, ki je na stadionu Stade Félix Houphouët-Boigny vzel življenja 19 navijačev Slonokoščene obale.  Bamba se je počasi uveljavljal tudi v reprezentanci in ob uvrstitvi na Afriški pokal narodov 2010 in Svetovno prvenstvo 2010 postajal vse pomembnejši člen v ekipi. Svoj prvi reprezentančni zadetek je dosegel na prijateljskem srečanju z Ruando januarja 2010, v sklopu priprav na Afriški pokal narodov.  Na pokalu je zaigral na vseh tekmah Slonokoščene obale, a vseeno ni mogel preprečiti četrtfinalnega izpada proti Alžiriji, v podaljšku je končni izid 2–3 postavil alžirski vezist Hameur Bouazza.  Za enega od razlogov za poraz so v medijih kasneje izpostavili slabo sodelovanje v obrambi med Bambajem in Kolom Tourejem.  Turnir v Angoli je sicer minil v znamenju incidenta, saj so v terorističnem napadu na avtobus izbrane vrste Toga življenje izgubili trije ljudje. Ves čas tekmovanja je grožnje s podobnimi napadi prejemalo tudi vodstvo reprezentance Slonokoščene obale. 
Po turnirju so z mesta selektorja razrešili bosanskega strokovnjaka Vahida Halilhodžića, pod katerim se je Bamba neuspešno kalil že pri PSG-ju.  Nov selektor je nato postal Šved Sven-Gorän Eriksson, ki je Bambaja 11. maja 2010 uvrstil na okvirni seznam 30 reprezentantov za Svetovno prvenstvo.  Pravilnost Bambajeve odločitve je kmalu potrdil sam Bamba, saj je ob remiju 2–2 dosegel zadetek že na prvi tekmi pod novim selektorjem, prijateljskem srečanju s Paragvajem.  Eriksson je Bambaja uvrstil tudi v končni seznam potnikov v JAR, a je kmalu zatem napravil nekaj taktičnih sprememb, po katerih je premestil Didierja Zokoraja v branilski par s Kolom Tourejem. To je pomenilo, da je Bamba izgubil svoje mesto v začetni enajsterici.  Na prvenstvu zato ni nastopil niti enkrat, Slonokoščena obala pa je v težki skupini z Brazilijo in Portugalsko s 4 točkami zasedla 4. mesto. Edino zmago so sloni dosegli proti enemu od presenečenj prvenstva, izbrani vrsti Severne Koreje (3–0).

## Statistika

### Klubska statistika
| Klub                 | Sezona           | Liga    | Liga | Pokal   | Pokal | Evropa  | Evropa | Skupaj  | Skupaj |
| Klub                 | Sezona           | Nastopi | Goli | Nastopi | Goli  | Nastopi | Goli   | Nastopi | Goli   |
| -------------------- | ---------------- | ------- | ---- | ------- | ----- | ------- | ------ | ------- | ------ |
| Paris Saint-Germain  | 2004/05          | 1       | 0    | 0       | 0     | 0       | 0      | 1       | 0      |
| Paris Saint-Germain  | 2005/06          | 0       | 0    | 0       | 0     | 0       | 0      | 0       | 0      |
| Paris Saint-Germain  | Skupaj           | 1       | 0    | 0       | 0     | 0       | 0      | 1       | 0      |
| Dunfermline Athletic | 2006/07          | 23      | 0    | 7       | 0     | 0       | 0      | 30      | 0      |
| Dunfermline Athletic | 2007/08          | 15      | 0    | 5       | 0     | 0       | 0      | 20      | 0      |
| Dunfermline Athletic | 2008/09          | 1       | 0    | 0       | 0     | 0       | 0      | 1       | 0      |
| Dunfermline Athletic | Skupaj           | 39      | 0    | 12      | 0     | 0       | 0      | 51      | 0      |
| Hibernian            | 2008/09          | 29      | 0    | 1       | 0     | 0       | 0      | 30      | 0      |
| Hibernian            | 2009/10          | 30      | 2    | 2       | 0     | 0       | 0      | 32      | 2      |
| Hibernian            | 2010/11          | 16      | 2    | 1       | 0     | 1       | 0      | 18      | 2      |
| Hibernian            | Skupaj           | 75      | 4    | 4       | 0     | 1       | 0      | 80      | 4      |
| Leicester City       | 2010/11          | 16      | 2    | 2       | 1     | 0       | 0      | 18      | 3      |
| Leicester City       | Skupaj           | 16      | 2    | 2       | 1     | 0       | 0      | 18      | 3      |
| Skupaj v karieri     | Skupaj v karieri | 131     | 6    | 18      | 1     | 1       | 0      | 150     | 7      |

Vir: 

### Reprezentančni zadetki
| # | Datum          | Prizorišče                 | Nasprotnik | Zadel za | Končni izid | Tekmovanje         |
| - | -------------- | -------------------------- | ---------- | -------- | ----------- | ------------------ |
| 1 | 7. januar 2010 | Dar es Salaam, Tanzanija   | Ruanda     | 1 – 0    | 2 – 0       | prijateljska tekma |
| 2 | 30. maj 2010   | Thonon-les-Bains, Francija | Paragvaj   | 2 – 0    | 2 – 2       | prijateljska tekma |